# Montfarville
Montfarville is een gemeente in het Franse departement Manche (regio Normandië). De plaats maakt deel uit van het arrondissement Cherbourg.  Montfarville telde op 1 januari 2022 798 inwoners.

## Geografie
De oppervlakte van Montfarville bedroeg op 1 januari 2022 5,4 vierkante kilometer; de bevolkingsdichtheid was toen 147,8 inwoners per km².

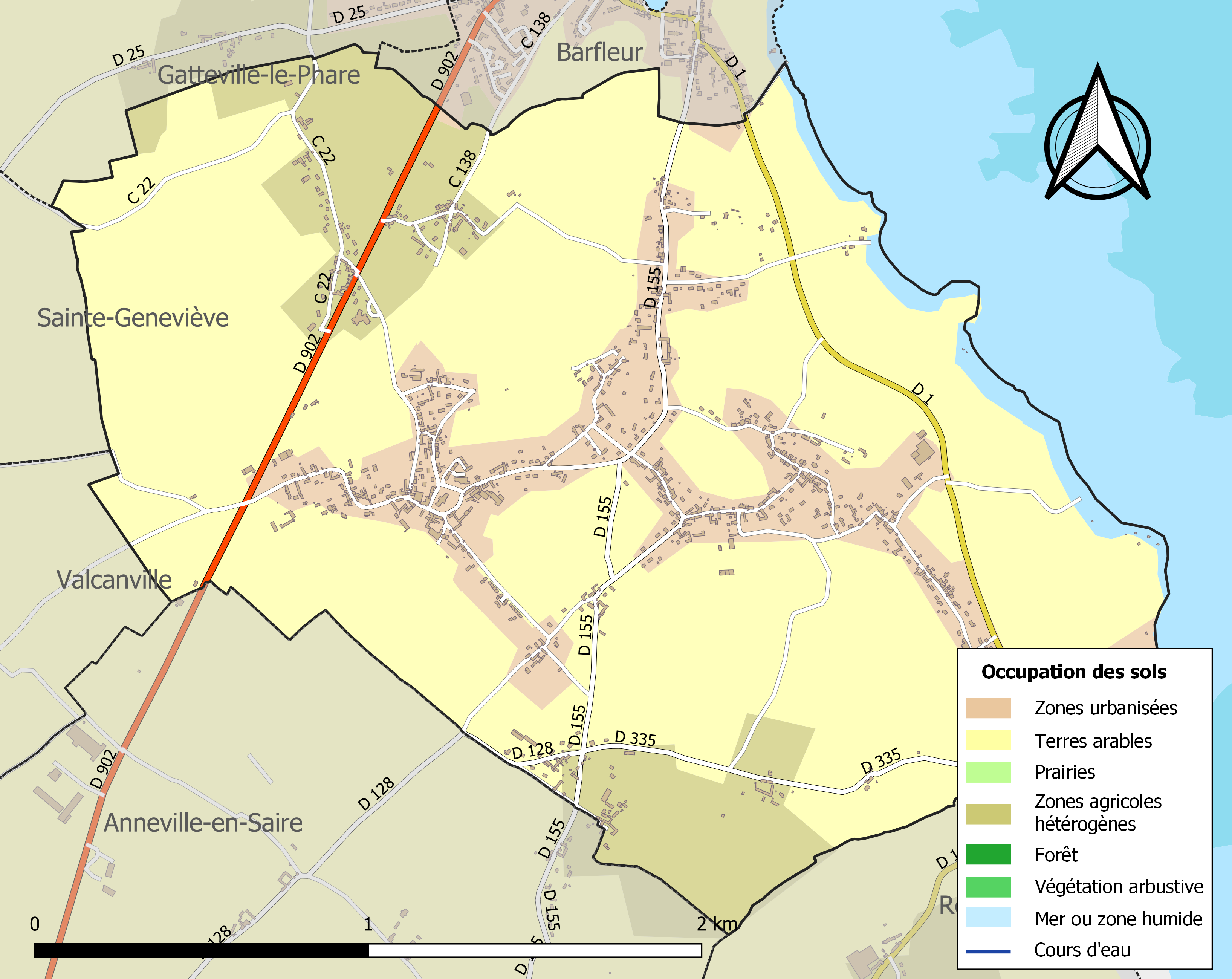
Kaart van de gemeente met de belangrijkste infrastructuur, bodemgebruik en omliggende gemeenten

## Demografie
Onderstaande figuur toont het verloop van het inwonertal (bron: INSEE-tellingen).